# Ranst
Ranst är en kommun i Belgien. Den ligger i provinsen Antwerpen och regionen Flandern. Antalet invånare är cirka 19 187 invånare (2020). Ranst gränsar till Zandhoven, Schilde, Lier, Wommelgem, Boechout, Nijlen och Zoersel. 